# Montireau
Montireau é uma comuna francesa na região administrativa do Centro, no departamento Eure-et-Loir. Estende-se por uma área de 9,86 km². Em 2010 a comuna tinha 144 habitantes (densidade: 14,6 hab./km²).